# Ɗuwai (Sprache)
Die Sprache Ɗuwai (Dó:aí) ist eine westtschadische Sprache, die in den nigerianischen Bundesstaaten Jigawa und Kano gesprochen wird. In 2000 hatte Ɗuwai ungefähr 11.000 Sprecher.

## Alphabet
| Ə | A | B | Ɓ | C | D | Ɗ | E | F | G | H | I | J | K | L | M | N | Ŋ | O | P | R | R̃ | S | T | U | V | W | Y | ʼY | Z |
| ə | a | b | ɓ | c | d | ɗ | e | f | g | h | i | j | k | l | m | n | ŋ | o | p | r | r̃ | s | t | u | v | w | y | ʼy | z |